# Estado húngaro
El Estado húngaro (en húngaro: Magyar Állam, arcaicamente magiar Álladalom) fue un estado de corta duración que existió durante 4 meses en la última fase de la Revolución Húngara de 1848-1849.

## Tensiones constitucionales entre el parlamento húngaro y Francisco José
El 2 de diciembre de 1848 Fernando V de Hungría "abdicó" en favor de su sobrino Francisco José . Las leyes de reforma húngaras (leyes de abril) se basaron en los 12 puntos que establecieron los fundamentos de los derechos civiles y políticos modernos, y las reformas económicas y sociales en el Reino de Hungría. Francisco José se negó a aceptar las reformas de las leyes de abril húngaras. Francisco José también "revocó" arbitrariamente las leyes. Este fue un acto inconstitucional, porque las leyes ya estaban firmadas por su tío, el rey Fernando, y el monarca no tenía derecho a revocar las leyes parlamentarias que ya estaban firmadas. El gobierno de los Habsburgo en Viena proclamó una nueva constitución, la llamada Constitución del Stadion, el 4 de marzo de 1849. La Constitución centralista del Stadion proporcionó un poder muy fuerte al monarca y marcó el camino del neoabsolutismo. La nueva Constitución de Marzo de Austria fue redactada por la Dieta Imperial de Austria, donde Hungría no tenía representación. Los órganos legislativos austriacos como la Dieta Imperial tradicionalmente no tenían poder en Hungría. A pesar de esto, la Dieta Imperial también intentó abolir la Dieta de Hungría (que existía como poder legislativo supremo en Hungría desde finales del siglo XII). La constitución del Estadio Austriaco también iba en contra de la constitución histórica de Hungría y trató de anularlo también. La revocación de las Leyes de Abril de Hungría y la reducción del territorio y el estatus tradicional de Hungría dentro de la Monarquía de los Habsburgo, lo que provocó una renovación de la Revolución Húngara. Estos acontecimientos representaron una amenaza existencial clara y obvia para el Estado húngaro.

## Dieta en Debrecen
El 7 de marzo de 1849 se emitió una proclama imperial en nombre del emperador Francisco José, según la nueva proclama, el territorio del Reino de Hungría sería administrado por cinco distritos militares, mientras que se restablecería el Principado de Transilvania. El 7 de diciembre, la Dieta de Hungría se negó formalmente a reconocer el título del nuevo rey, "ya que sin el conocimiento y el consentimiento de la dieta nadie podría sentarse en el trono húngaro" y llamó a la nación a las armas. Desde un punto de vista legal, según el juramento de coronación, un rey húngaro coronado no puede renunciar al trono húngaro durante su vida; si el rey está vivo y no puede cumplir con su deber como gobernante, un gobernador (o regente con la terminología inglesa adecuada) tenía que delegar los deberes reales. Constitucionalmente, Fernando seguía siendo el rey legal de Hungría . Si no existe la posibilidad de heredar el trono automáticamente debido a la muerte del rey predecesor (ya que el rey Fernando todavía estaba vivo), pero el monarca quiere renunciar a su trono y nombrar a otro rey antes de su muerte, técnicamente sólo existe una solución legal. Quedaba: el parlamento tenía el poder de destronar al rey y elegir a su sucesor como nuevo rey de Hungría. Debido a las tensiones legales y militares, el parlamento húngaro no le hizo ese favor a Francisco José. Este acontecimiento dio a la revuelta una excusa de legalidad. En realidad, desde ese momento hasta el colapso de la revolución, Lajos Kossuth (como presidente regente electo) se convirtió en el gobernante de facto y de jure de Hungría.
La lucha comenzó con una serie de éxitos austriacos. El príncipe Windischgrätz, que había recibido órdenes de sofocar la rebelión, inició su avance el 15 de diciembre; abrió el camino a la capital con la victoria en Mór (el 30 de diciembre), y el 5 de enero de 1849 el ejército imperial-real ocupó Pest-Buda, mientras que el gobierno y la dieta húngaros se retiraron detrás del Tisza y se establecieron en Debrecen . Un último intento de reconciliación, realizado por los miembros más moderados de la dieta en el campo de Windischgrätz en Bicske (el 3 de enero), fracasó ante la actitud intransigente del comandante austríaco, que exigía sumisión incondicional; tras lo cual los moderados, incluidos Ferenc Deák y Lajos Batthyány, se retiraron a la vida privada, dejando a Kossuth continuar la lucha con el apoyo de los extremistas entusiastas que constituían el resto de la dieta en Debrecen. La pregunta ahora era: hasta qué punto los militares se subordinarían al elemento civil del gobierno nacional. El primer síntoma de disonancia fue una proclama del comandante de la división del Alto Danubio, Artúr Görgey, desde su campamento en Vac (el 5 de enero), subrayando el hecho de que la defensa nacional era puramente constitucional y amenazando a todos los que pudieran descarriarse. este punto de vista por las aspiraciones republicanas . Inmediatamente después de esta proclamación, Görgey desapareció con su ejército entre las colinas de la Alta Hungría y, a pesar de las dificultades de un invierno extraordinariamente severo y la persecución constante de fuerzas muy superiores, se abrió camino hasta el valle de Hernád - y a salvo. Esta magistral campaña de invierno reveló por primera vez el genio militar de Görgey, y la disciplina de ese terrible mes de marchas y contramarchas había convertido a sus reclutas en veteranos a quienes su país consideraba con orgullo y sus enemigos con respeto. Desafortunadamente, su éxito provocó algunos celos en los sectores oficiales, y cuando, a mediados de febrero de 1849, se nombró a un comandante en jefe para llevar a cabo el plan de campaña de Kossuth, ese nombramiento vital no se dio al hombre que había hecho el ejército lo que era, sino a un extranjero, un refugiado polaco, el conde Henrik Dembinski, quien, después de librar la sangrienta e indecisa batalla de Kápolna (26-27 de febrero de 1849), se vio obligado a retirarse. Görgey fue inmediatamente nombrado su sucesor y el nuevo generalísimo condujo a los Honvéds de victoria en victoria. Hábilmente apoyado por György Klapka y János Damjanich, siguió adelante de manera irresistible. Las batallas de Szolnok (el 5 de marzo), Isaszeg (el 6 de abril), Vac (el 10 de abril) y Nagysarló (el 19 de abril) fueron otros hitos en su progreso triunfal. El 21 de mayo de 1849, Buda, la capital húngara, volvió a estar en manos de los húngaros.
Mientras tanto, los acontecimientos anteriores de la guerra habían alterado tanto la situación política que cualquier idea de compromiso con Austria que hubiera albergado la dieta de Debrecen fue destruida. La captura de Pest-Buda había confirmado a la corte austríaca en su política de unificación, que tras la victoria de Kápolna creyeron seguro proclamar. El 7 de marzo se disolvió la dieta de Kremsier, e inmediatamente después se emitió una proclama en nombre del emperador Francisco José estableciendo una constitución unificada para todo el imperio, del cual el Reino de Hungría, dividido en media docena de distritos administrativos, En adelante iba a ser poco más que la más grande de varias provincias sometidas. La noticia de este manifiesto, que llegó simultáneamente con la de los éxitos de Görgey, destruyó los últimos vestigios del deseo de los revolucionarios húngaros de llegar a un compromiso, y el 14 de abril de 1849, a propuesta de Kossuth, la dieta proclamó la independencia de Hungría, declaró a la Casa de Habsburgo falsa y perjura, excluida para siempre del trono, y eligió a Lajos Kossuth Gobernador-Presidente del Estado húngaro. Dadas las circunstancias, fue un error execrable y los resultados fueron fatales para la causa nacional. Ni el gobierno ni el ejército pudieron adaptarse a la nueva situación. A partir de entonces, las autoridades militares y civiles, representadas por Kossuth y Görgey, perdieron irremediablemente la simpatía mutua, y la brecha se amplió hasta que toda cooperación efectiva se hizo imposible.
Mientras tanto, las humillantes derrotas del ejército imperial-real y el curso de los acontecimientos en Hungría habían obligado a la corte de Viena a aceptar la ayuda que el emperador Nicolás I de Rusia había ofrecido en el más elevado espíritu de la Santa Alianza. La alianza austro-rusa fue anunciada a principios de mayo y antes de fin de mes se había dispuesto el plan común de campaña. El comandante en jefe austríaco, el conde Haynau, debía atacar Hungría desde el oeste, el ruso, el príncipe Paskevich, desde el norte, rodeando poco a poco el reino, y luego avanzando para poner fin a la empresa con un golpe decisivo a mediados de Tisza. condados. Tenían a su disposición 375.000 hombres, a los que los húngaros sólo podían oponer 160.000. También los húngaros estaban ahora más divididos que nunca entre ellos, todavía no se había elaborado ningún plan de campaña ni se había designado ningún comandante en jefe para reemplazar a Görgey, a quien Kossuth había depuesto. Las primeras victorias de Haynau (20-28 de junio) pusieron fin a sus indecisiones. El 2 de julio, el gobierno húngaro abandonó Pest y transfirió su capital primero a Szeged y finalmente a Arad. El ejército imperial ruso ya estaba en camino hacia el Tisza, y el terrible cinturón que estrangularía las libertades de Hungría estaba casi completado. Kossuth volvió a nombrar comandante en jefe al valiente pero ineficiente Dembinski, quien fue completamente derrotado en Temesvár (el 9 de agosto) por Haynau. Esta fue la última gran batalla de la Guerra de la Independencia. La catástrofe final era ahora inevitable. El 13 de agosto de 1849, Görgey, que había sido nombrado dictador dos días antes por el gobierno presa del pánico, entregó el resto de su ejército apenas presionado al general ruso Theodor von Rüdiger en Világos . Los demás cuerpos de ejército y todas las fortalezas siguieron su ejemplo, siendo el fuerte Monostor en Komárom, heroicamente defendido por György Klapka, el último en capitular (el 27 de septiembre). Kossuth y sus asociados, que habían abandonado Arad el 10 de agosto, se refugiaron en territorio otomano. Siguió un período de dura represión. Lajos Batthyány y unas 100 personas más fueron ejecutados, varias mujeres de la sociedad fueron azotadas públicamente y el gobierno prohibió las reuniones públicas, las representaciones teatrales, la exhibición de los colores nacionales y el uso de trajes nacionales y barbas al estilo Kossuth.